# Typocaeta kenyana
Typocaeta kenyana là một loài bọ cánh cứng trong họ Cerambycidae.